# Río Suárez
El río Suárez es un río de Colombia que baña las tierras de los departamentos de Boyacá y Santander. Situado en la cordillera Oriental de la región Andina colombiana, desagua en el río Sogamoso, uno de los principales afluentes del río Magdalena. El río recibe su nombre del conquistador español Gonzalo Suárez Rendón.

## Cuenca

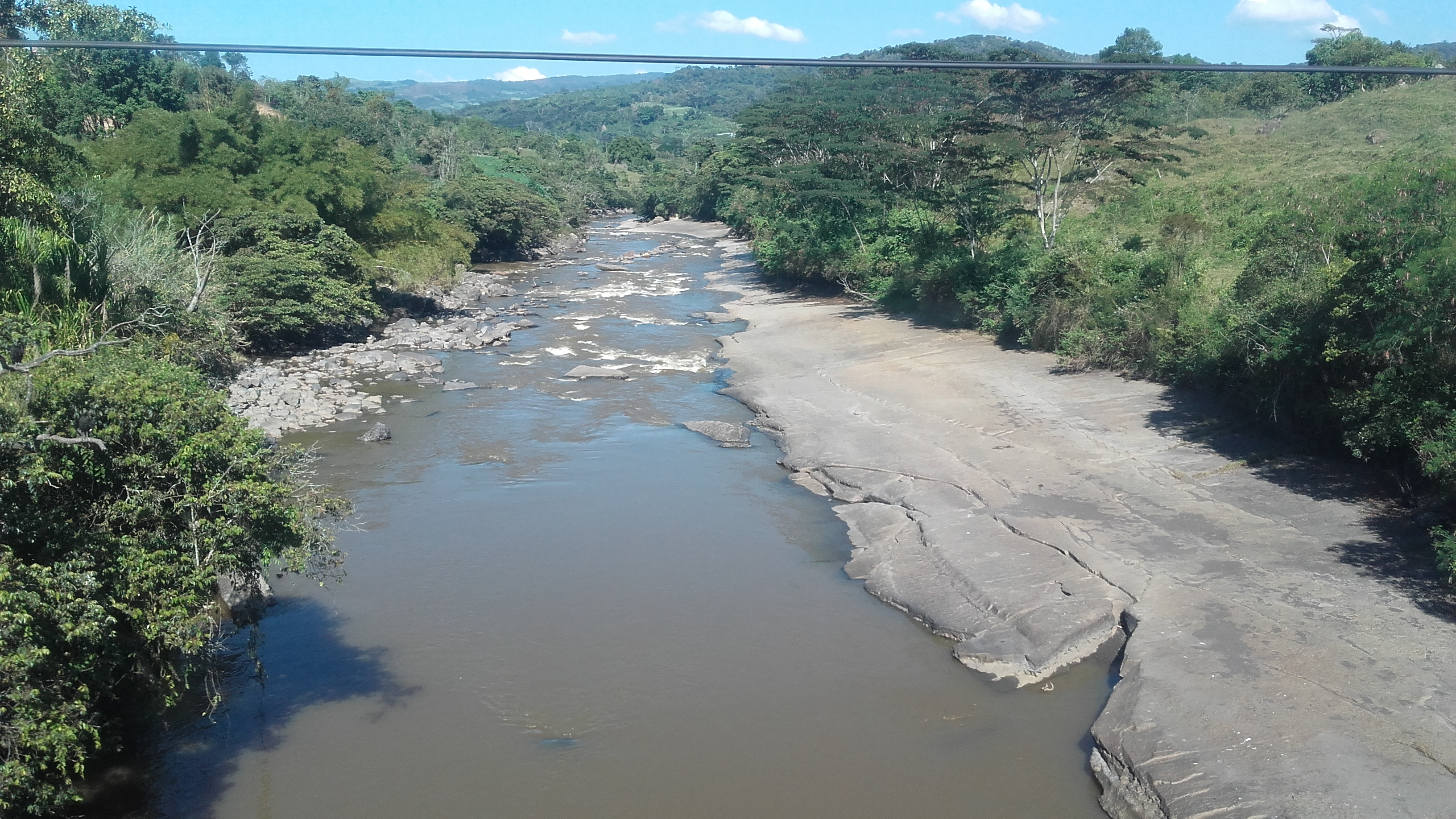
Vista del río Suárez.

El río Suárez nace en la laguna de Fúquene, en los límites de los departamentos de Boyacá y Cundinamarca. Toma inicialmente una dirección norte y transcurre por el departamento de Boyacá, para luego entrar por el sur del departamento de Santander, sector por donde se desplaza con características torrentosas debido a las pendientes muy acentuadas que presenta en cortos trayectos.
El río Suárez tiene una longitud total de 172 km y una cuenca hidrográfica de 9.823 km², de los que 3.482,5 corresponden a territorio santandereano, en donde baña las vegas cultivadas con caña de azúcar y guayaba grama, principales cultivos de la región de la cuenca media del Suárez (Hoya del río Suárez) que tiene una extensión de alrededor de 3.000 km² y se extiende entre los departamentos de Santander y Boyacá.
El río Suárez recibe al río Fonce después que este ha pasado por San Gil y desemboca luego en el río Sogamoso (confluencia Suárez – Chicamocha), presenta una altura máxima de 3.700 m y mínima de 370 m.

### División
La cuenca hidrográfica se divide en 3 subcuencas como es habitual en este tipo de ríos:
- Cuenca Alta: Se extiende entre los departamentos de Cundinamarca y Boyacá, es un territorio con una identidad propia, que toma su nombre de la laguna de Fúquene, su economía se basa principalmente en la explotación minera.

- Cuenca Media: También conocida como la Hoya del río Suárez, es un territorio con identidad propia que se extiende entre los departamentos de Boyacá y Santander y desarrolla su economía alrededor del cultivo de la caña de azúcar y la guayaba grama, procesándolas en forma de panela y bocadillo.

- Cuenca baja: Lugar en el que el río comienza a conocerse como el Saravita, es un territorio con identidad propia que se encuentra ubicado en  el departamento de Santander entre la Hoya del río Suárez y  la desembocadura en el río Sogamoso (confluencia Suárez – Chicamocha), su economía se basa en la prestación de servicios y el turismo.